# Отан-Лара, Клод
Кло́д Ота́н-Лара́ (Клод Отан, фр. Claude Autant-Lara, 5 августа 1901, Люзарш, Валь-д’Уаз — 5 февраля 2000, Антиб, Приморские Альпы, Франция) — французский режиссёр, позднее депутат Европейского парламента.

## Биография
Клод Отан-Лара родился в семье архитектора Эдуарда Ота́на, близко дружившего с Огюстом Роденом, и актрисы театра «Комеди Франсэз» (фр. Comédie Française) Луизы Лара́. Получил образование во Франции в Школе декоративных искусств. После начала Первой мировой войны его мать посчитала себя пацифисткой и временно уехала с сыном из Франции в Великобританию, где участвовала в постановках для развлечения английских войск. Клоду пришлось продолжить учёбу в Лондоне, в школе Милл Хилл. В начале своей кинематографической карьеры, в возрасте 19 лет, он работал как художник по костюмам и декоратор. Одной из самых значимых его работ на этом поприще был немой фильм «Нана» режиссёра Жана Ренуара. Клод Отан-Лара также снялся в этом фильме в эпизодической роли. Позже он стал ассистентом режиссёра.
Клод Отан-Лара с самого начала сотрудничал с кинематографистами французского Авангарда, такими как Марсель Л’Эрбье и Жан Ренуар. Позднее он работал ассистентом у Рене Клера. Естественно, это не могло не наложить отпечаток на характер молодого кинорежиссёра. Клод Отан-Лара известен тем, что не работал шаблонно. Его фильмы провокационны. Он прославился известной фразой: «Если в фильме нет яда, то он ничего не стоит». Он ещё в 1928 году по системе изобретателя Анри Кретьена снял один из первых в мире широкоэкранных фильмов по рассказу Джека Лондона «Костёр» (фр. Construire un feu).
В 1930-х годах молодой режиссёр оказался в Голливуде, где занимался созданием французских версий фильмов Бастера Китона и Гарольда Ллойда. В 1933 году он поставил свой первый игровой фильм — оперетту «Сибулетт» («Луковка»).
В звуковом кино дебютировал комедией «Луковка» (1933). В годы Второй мировой войны ставил фильмы-экранизации: «Свадьба Шиффон» (1941), «Любовные письма» (1942) и «Нежная» (1943), отличающиеся поэтической тонкостью передачи психологических переживаний героев, драматизма событий, относящихся к началу века.
Подлинным открытием режиссёра стала снятая в 1942 «Свадьба Шиффон» — остроумная и психологически тонкая картина нравов в провинции в начале века.
В 1946 году Отан-Лара оказался в центре скандала, вызванного его экранизацией романа Р. Радиге «Дьявол во плоти» с молодым Жераром Филиппом в главной роли. Антивоенный пафос фильма, антипатия автора к миру старшего поколения и его мифам, отличная игра актёров, позволившая передать все нюансы трагической ситуации главного героя — всё это сделало картину событием. Человек левых симпатий, стоявший во главе Союза технических работников французского кино и рьяно отстаивавший независимость национального кинематографа в борьбе с Голливудом, Отан-Лара сталкивался с постоянными цензурными запретами, враждебностью продюсеров и был вынужден снимать коммерческие картины («Займись Амелией», 1949; «Красная таверна», 1951). Задуманный ещё в 1948 антивоенный фильм «Несогласный» был снят только в 1960 под названием «Не убий» в Югославии, а выпущен во Франции лишь через три года. Тем не менее Отан-Лара, каждый раз бросавший вызов армии, церкви или судебной системе, сумел раскрыть свой талант режиссёра в таких картинах, как «Красное и чёрное» (1954), «Ночная Маргарита» (1955), «Через Париж» (1956).
Умение добиваться точного и достоверного исполнения от актёров, редкое в кино владение драматическим цветом, кинематографичность повествования и уникальная культура изображения сделали Отан-Лара одним из лидеров французского кино 50-х годов. В 60-е годы, с приходом режиссёров «Новой волны», он оказался на втором плане, снимая в основном коммерческие фильмы и понемногу утрачивая былой авторитет.
В конце 1980-х годов был избран в Европейский парламент, откуда ушёл в отставку со скандалом из-за своих правых убеждений и резонансных высказываний. Кроме того, члены Французской академии изящных искусств, в которой он был вице-президентом, проголосовали за его исключение из Академии из-за праворадикальных взглядов.

## Взгляды
В молодости придерживался крайне левых взглядов, в конце жизни они изменились на полностью противоположные и он стал членом крайне правого Национального фронта. В 1989 году ушёл из политики после интервью ежемесячнику Globe с антисемитскими высказываниями.
Известен также тем, что отрицал существование газовых камер в нацистских лагерях смерти.

## Фильмография

### Короткометражные
- 1923 — «Различные факты»[фр.]
- 1925 — Развести огонь («Костёр») (широкоформатный)
- 1926 — «Виттель»
- 1928 — «Остекление быльвара»
- 1931 — «Женитьба Бастера»[фр.] — французская версия американского фильма «Прихожая, спальня, ванная комната»[англ.]
- 1931 — «Влюбленный водопроводчик»— французская версия американского фильма «Страстный водопроводчик»
- 1932 — Неполноценный атлет[фр.] — французская версия американского фильма «Любовь это шантаж»[англ.]
- 1932 — «Дама напротив»
- 1932 — «Безжаллостный жандарм»
- 1932 — «Приглашение Господина отобедать»
- 1932 — «Господин герцог»
- 1932 — «Боязнь выстрелов»
- 1932 — «Серьёзный клиент»

### Полнометражные
| - 1933 «Луковка» (фр. Ciboulette) - 1937 «Дело Лионского курьера» (фр. L'Affaire du courrier de Lyon) (совместно с Морисом Леманом) - 1938 «Поток» фр. Le Ruisseau) (совместно с Морисом Леманом) - 1939 «Фрик-Фрак» («Большие деньги») фр. Fric-Frac) (совместно с Морисом Леманом) - 1940 «Таинственный Мистер Дэвис» фр. The Mysterious Mr Davis) - 1941 «Свадьба "Тряпки"» фр. Le Mariage de Chiffon) - 1942 «Любовные письма» фр. Lettres d'amour) - 1943 «Нежная» фр. Douce) - 1946 «Сильвия и привидение» фр. Sylvie et le Fantôme) - 1947 «Дьявол во плоти» фр. Le Diable au corps) - 1949 «Займись Амелией» фр. Occupe-toi d'Amélie) - 1951 Красная таверна (фр. L'Auberge rouge) - 1952 Семь смертных грехов (фр. Les 7 péchés capitaux) - 1953 К богу без исповеди - 1954 Хлеб в траве (фр. Le Blé en herbe) - 1954 Красное и чёрное (фр. Le Rouge et le Noir) Экранизация романа Стендаля - 1955 Ночная Маргарита (фр. Marguerite de la nuit) - 1956 Через Париж (фр. La Traversée de Paris) | - 1958 Игрок Экранизация романа Ф. М. Достоевского - 1958 В случае несчастья (фр. En cas de malheur) - 1959 Зелёная кобыла (фр. La Jument verte) - 1960 Регаты в Сан-Франциско (фр. Les Régates de San Francisco) - 1960 Дерево влюблённых (фр. Le Bois des amants) - 1961 Не убий (фр. Tu ne tueras point) (Вышел на экраны в 1963 году) - 1961 Граф Монте-Кристо (фр. Le Comte de Monte-Cristo) Экранизация романа Александра Дюма - 1961 Да здравствует Генрих IV, да здравствует любовь! (фр. Vive Henri IV, vive l'amour) - 1963 Убийца (фр. Le Meurtrier) - 1963 Кубышка Жозефы (фр. Le Magot de Josefa) - 1965 Чёрный юмор (фр. Humour noir) - 1965 Дневник женщины в белом (фр. Journal d'une femme en blanc) - 1966 Новый дневник женщины в белом (фр. Nouveau journal d'une femme en blanc) - 1967 Древнейшая профессия в мире (фр. Le Plus Vieux Métier du monde) - 1968 Францисканец из Бурже (фр. Le Franciscain de Bourges) - 1969 Картофель (фр. Les Patates) - 1973 Люсьен Левен (фр. Lucien Leuwen) Мини-сериал (4 серии) по роману Стендаля - 1977 Глория (фр. Gloria) |